# Винко, Иво
Иво Винко (итал. Ivo Vinco; 8 ноября 1927, Боско-Кьезануова, Италия — 8 июня 2014, Верона, Италия) — итальянский оперный певец (бас).

## Биография
Окончил музыкальную школу Liceo Musicale в Вероне. Позднее перешёл в Оперную академию миланской Ла-Скалы, где обучался у Этторе Кампогаллиани.
В 1954 г. дебютировал в роли Рамфиса в опере «Аида» Джузеппе Верди, после чего пел по всей Италии, включая Милан, Турин, Рим, Неаполь и Венецию. В 1960-х гг. начал зарубежные выступления на сценах Вены, Берлина, Москвы, Парижа, Барселоны, Мехико и Буэнос-Айреса. В 1969 г. дебютировал в Метрополитен-опера в Нью-Йорке. Певец записывался с такими певцами и дирижёрами, как Дитрих Фишер-Дискау, Рафаэль Кубелик и Герберт фон Караян.
Регулярно выступал на сцене миланского оперного театра Ла-Скала, часто — совместно со своей супругой, меццо-сопрано Фиоренцей Коссотто. Исполнял преимущественно итальянский оперный репертуар. Среди партий Бартоло в «Свадьбе Фигаро», Спарафучиле в «Риголетто», Альвизе в «Джоконде» Понкьелли и другие.

## Известные партии
| Партия            | Название оперы        | Композитор |  |
| ----------------- | --------------------- | ---------- |  |
| Лоренсо           | Капулетти и Монтекки  | Беллини    |  |
| Граф Рудольфо     | Лунатик               | Беллини    |  |
| Сэр Джорджио      | Пуритане              | Беллини    |  |
| Граф Томский      | Пиковая дама          | Чайковский |  |
| Иниго             | Португальская таверна | Керубини   |  |
| Генрих VIII       | Анна Болейн           | Доницетти  |  |
| Дулькамара        | Люсия Ламмермур       | Доницетти  |  |
| Раймондо Бидебент | La Favorita           | Доницетти  |  |
| Бартоло           | Свадьба Фигаро        | Пицетти    |  |
| Косма Иона Мидия  | Джоконда              | Пончиелли  |  |
| Граф Асдрубале    | Пробный камень        | Россини    |  |
| Дон Базилио       | Севильский цирюльник  | Россини    |  |
| Вестник Банокол   | Макбет                | Верди      |  |

## Фильмография
- 1965 — Богема / La Bohème — Коллен, философ
- 1973 — Аида / Aida — Рамфис, верховный жрец
- 1976 — Адриана Лекуврёр / Adriana Lecouvreur — принц де Буйон
- 1983 — Турандот / Turandot — Тимур
- 1986 — Джоконда / La Gioconda — герцог Альвизе Бадоэро
- 1989 — Адриана Лекуврёр / Adriana Lecouvreur — принц де Буйон